# Artralgia
Artralgia (łac. arthralgia) – ból stawów występujący przy braku jawnego zapalenia stawów. Występuje w wielu chorobach reumatologicznych, w tym szczególnie w toczniu rumieniowatym.

## Przyczyny
Ostra białaczka limfoblastyczna, atypowe zapalenie płuc, zespół chronicznego zmęczenia, niedoczynność tarczycy, choroba Kawasakiego, toczeń układowy, borelioza, malaria, zapalenie gardła, zespół Sjögrena, trychinoza, zespół wstrząsu toksycznego, leczenie izotretynoiną, hemochromatoza.